# Karl Hopfner
Karl Hopfner, né le 28 août 1952 à Munich, a été le président du Bayern Munich de mars 2014 à février 2016, en remplacement de Uli Hoeness.